# Fernsicht (Kellinghusen)
Koordinaten: 53° 56′ 30,6″ N, 9° 42′ 44,6″ O

Gutshaus Fernsicht, von der Stör aus gesehen, 1905

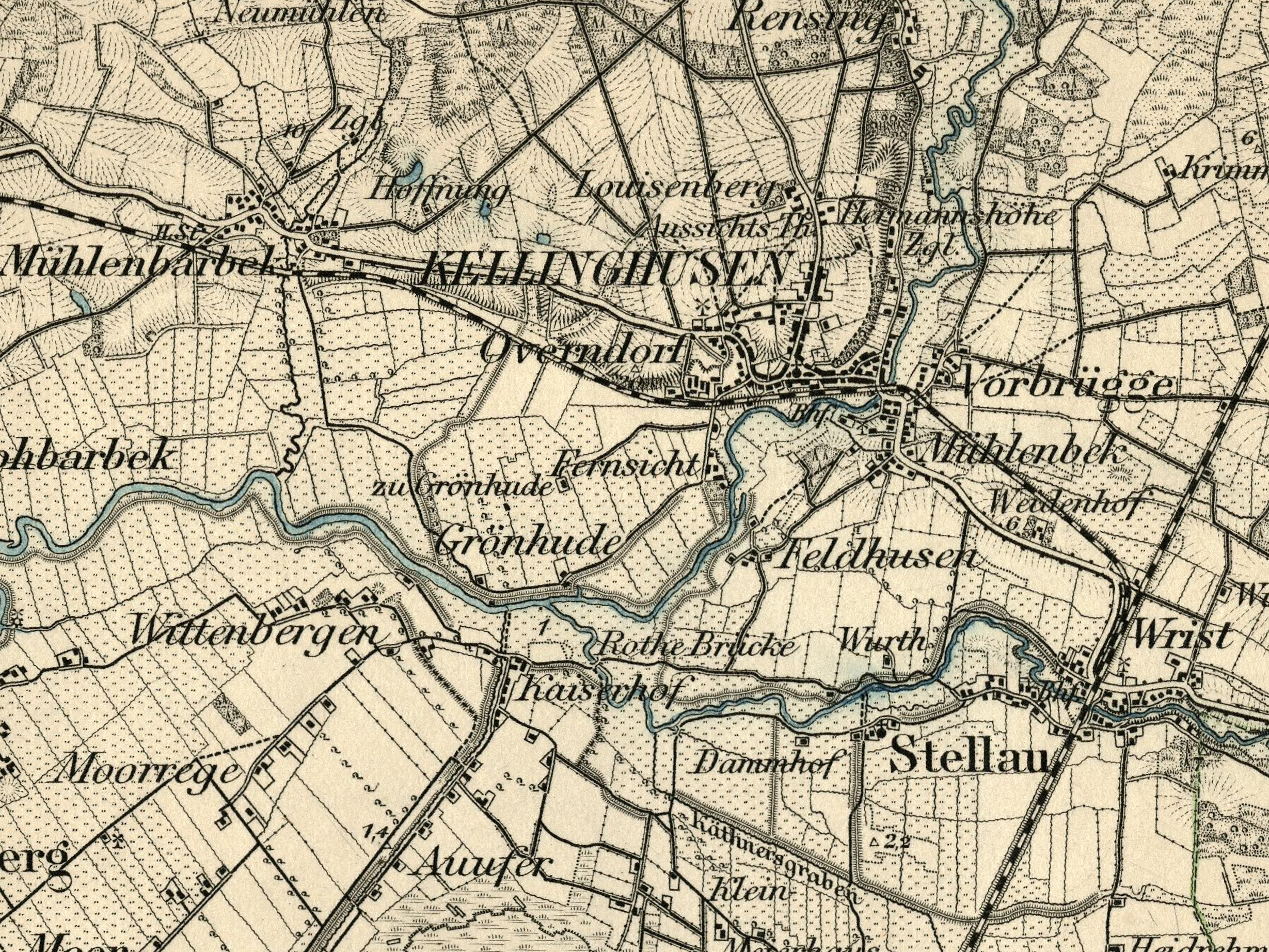
Karte von 1893

Fernsicht ist der Name einer Villa und eines Gutes am Rand von Kellinghusen.

## Lage
Das Gut Fernsicht liegt am südlichen Stadtrand von Kellinghusen, rechtsseitig und westlich des Flusses Stör und östlich der Überführung der Breitenburger Straße (Landesstraße 123) über die Bundesstraße 206.

## Geschichte
Fernsicht war bis in die erste Hälfte des 19. Jahrhunderts Eigentum des Klosters Itzehoe und gehörte zum Dorf Grönhude, das zum Teil auf einer Störinsel lag, die durch Eindeichung landfest geworden ist. In Grönhude war Fernsicht die einzige „klösterliche im Störthal gelegene Hufe mit ansehnlichen Gebäuden“.
Das Gut erwarb um 1845 der Hamburger Kaufmann Camille Vidal als Wohnsitz für seine Familie mit acht Kindern. Noch im Jahr 1852 wurde Fernsicht als der „auf einer Insel der Stör“ gelegene „schöne Landsitz“ Vidals beschrieben. Die genauen Umstände der Entstehung des Hauptgebäudes im 19. Jahrhundert sind ungeklärt. Die von Vidal 1847 gegründeten „Fernsichter Thonwaaren Fabriken“ produzierten bis 1903 in Kellinghusen aus den in Overndorf abgebauten Tonvorkommen gelbe Ziegel, Röhren, Kachelöfen sowie keramischen Haus- und Gartenschmuck.
Vidal, dem neben Fernsicht auch das Gut Marienhof bei Kellinghusen gehörte, verkaufte im Jahr 1870 beide Güter an den Hamburger August Jauch, welcher sie zunächst als Gutsherr bewirtschaftete.
Im Jahr 1881 bezog die Familie des Augenarztes Julius Mannhardt das Gut Fernsicht. In seinem Haus kam es zu der einzigen persönlichen Begegnung zwischen dem mit ihm befreundeten Theodor Storm und Detlev von Liliencron.
Von Liliencron hatte im Oktober 1883 das Amt des Kirchspielvogts von Kellinghusen angetreten und im gleichen Jahr seinen ersten Gedichtband Adjudantenritte veröffentlicht, von dem er ein Exemplar an den von ihm bewunderten Theodor Storm sandte. Dieser schrieb daraufhin an den 27 Jahre jüngeren von Liliencron:
„Ein Dichter von Haus aus sind Sie nach meiner Überzeugung, wenn auch die sichere Ausprägung nicht gar zu vielen der einzelnen Sachen zuerkannt werden mag.“
Beide trafen sich im Mai 1884 auf Fernsicht. Von Liliencron schrieb danach am 13. Juni 1884 an Storm:
„Ihr gültiges letztes Wort zu mir auf Fernsicht: ‚Sie haben den Punkt gefunden – aber vorsichtiger‘ wird in meiner Todesstunde mir noch ein unsaglich liebes Wort sein. Es was das erste Mal, daß ich einen wirklichen Dichter sah!“
1885 verkaufte Mannhardt das Haus und zog nach Lübeck.

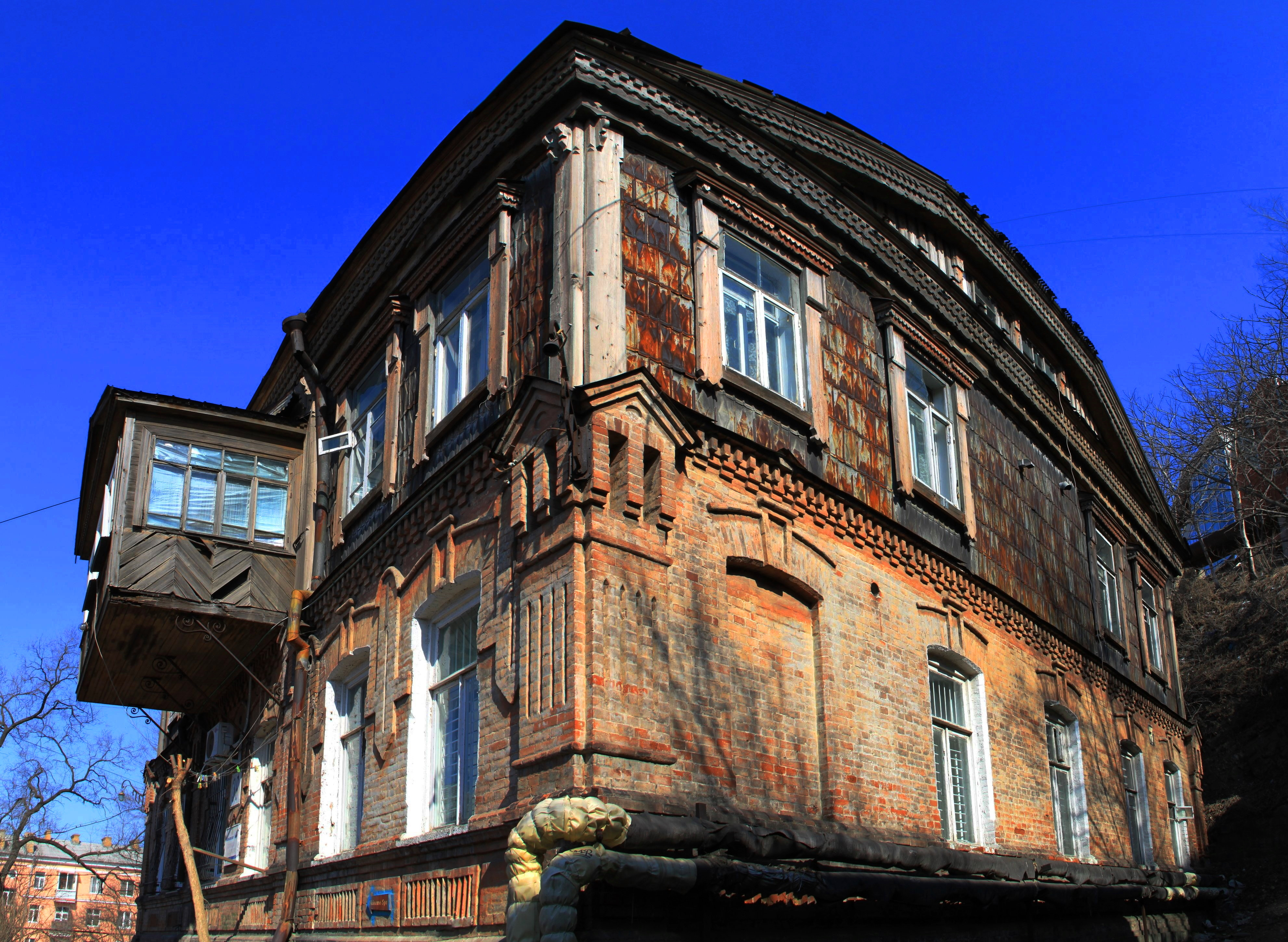
Haus Fernsicht, Wladiwostok, Aufnahme 2013

Danach bewohnte der Hamburger Kaufmann Gustav Kunst (1836–1905) das Gut, der mit dem Handlungsunternehmen Kunst und Albers im fernen Osten Russlands zu Vermögen gekommen war. Kunst zog es ab Ende der 1880er Jahre vor, die Wintermonate in südlicheren Ländern zu verbringen, und hielt sich nur wenige Monate des Jahres auf Fernsicht auf. Er konnte die Lage nutzen, um Hamburg während der Choleraepidemie von 1892 zu meiden und etwa bei Bahnreisen nach Berlin über Neumünster zu reisen. Ein von Kunst und Albers im Jahr 1893 in Wladiwostok gebautes großes Wohnhaus mit Fernblick auf die Insel Russki wurde ebenfalls „Haus Fernsicht“ genannt.
Ab 1902 ist als Gutsbesitzer der Apotheker Fritz Hartmann nachweisbar, der 1907 verstarb.
Später erwarb der Verwaltungsbeamte George von Schröder Fernsicht. Er heiratete dort 1912 seine zweite Ehefrau Emily geb. Merck. Ab 1920 ließ Schröder durch den Hamburger Architekten Eugen Fink ein 1922 Kavaliershaus im Backsteinstil hinzubauen und bis 1923 das Gutshaus zu einer Villa umbauen. Dabei wurden noch heute vorhandene große Terrassen, Erker und das Eingangsportal mit einem Relief des Wappens und des Familienmottos „VINCET VERITAS“ („Die Wahrheit wird siegen.“) der Familie Schröder hinzugefügt. Auf Fernsicht heirateten 1949 der Sohn Georg Jasper von Schröder (1913–1999) und Andrea von Klot-Heydenfeld (geb. 1925). Sie erwarben 1955 Hof Sielbek, Teil des Gutes Bundhorst in Stolpe, den Georg Jasper einige Jahre als Landwirt bewirtschaftete.
Fernsicht wurde dann mehrere Jahrzehnte als Alten- und Pflegeheim genutzt und zu diesem Zweck 1965 ein zusätzliches Gästehaus errichtet, das mit dem Kavaliershaus verbunden ist. In Abänderung von Finks Entwurf wurden Villa und Kavaliershaus überdies durch einen zusätzlichen Flachbau mit Dachterrasse verbunden. Zu den Bewohnern des Seniorenheimes zählten die Sängerin und Tänzerin Tilly Denter (1882–1968) sowie die Schriftsteller Max Vandrey (geb. 1909) und Walther Hans Kist. Nach dem Ende der Nutzung durch das Seniorenheim steht der Komplex leer.